# Rovtidskrift
En rovtidskrift, även kallad rovdjurstidskrift, är en tidning som mot betalning erbjuder publicering av forskningsartiklar utan att uppfylla de sedvanliga kraven på vetenskapliga tidskriftsförlag, exempelvis seriös referentgranskning. Forskare som har svårt att få sina artiklar publicerade i etablerade vetenskapstidskrifter kan vända sig till rovtidskrifter och därmed mot en avgift snabbt bli publicerad i en open access-tidskrift.

## Beskrivning
Många har försökt att definiera begreppet rovtidskrift. En kort förklaring lyder ”… tidskrifter som mot betalning publicerar vetenskapliga studier som inte granskats”. Andra är mer utförliga men de flesta inkluderar bristande kvalitetskontroll genom referentgranskning. I en artikel i tidskriften Nature försökte författarna ge en beskrivning och begränsning av begreppet predatory journal, rovtidskrift:
| ”                                                            | Predatory journals and publishers are entities that prioritize self-interest at the expense of scholarship and are characterized by false or misleading information, deviation from best editorial and publication practices, a lack of transparency, and/or the use of aggressive and indiscriminate solicitation practices. | „ |
| – Agnes Grudniewicz m.fl., Nature. Vol 576, 12 December 2019 | |   |

- Tidskriften ger en falsk eller vilseledande information om sig själv och överdriver sin egen betydelse i forskarvärlden.
- Tidskriften följer inte vedertagna principer om avpublicering och upphovsrätt.
- Tidskriften döljer ofta uppgifter för presumtiva författare. Kontaktinformation kan saknas, liksom besked om publiceringsavgifter. Det går inte att verifiera uppgifter om redaktionens sammansättning.
- Tidskriften försöker mycket aktivt att värva obetalda skribenter genom att vara överdrivet smickrande.[2]

## Historik
Begreppet predatory publishing myntades 2010 av den amerikanske bibliotekarien Jeffrey Beall. Han var en av flera som tidigt uppmärksammade problemet med oseriösa forskningstidskrifter och den som fick störst genomslag. På sin webbplats listade han tidskrifter och förlag som han misstänkte ägnade sig åt att oseriös utgivning. Förteckningen blev uppskattad av många men också kritiserad av forskare och kolleger som menade att Beall använde otydliga kriterier för att avgöra om en tidskrift var seriös. Också utpekade förlag reagerade och hotade honom med rättsliga åtgärder och krav på höga skadestånd om han inte tog bort dem från listan. Beall valde då att helt ta bort listan från webbplatsen men den finns bevarad på flera anonyma webbsidor, bland annat Beall’s List of Potential Predatory Journals. På internet finns också andra liknande förteckningar, ofta bakom en betalvägg.
Fenomenet predatory publishing har på svenska kallats rovtidskrift eller rovdjurstidskrift. Enligt en studie publicerades 2014 globalt mer än 420 000 artiklar i cirka 8 000 rovtidskrifter.
Enligt den europeiska kodexen för forskningens integritet är det oacceptabelt att stödja rovtidskrifter.

## Orsaker och konsekvenser
Forskare måste publicera artiklar för att meritera sig för tjänster och för att få forskningsanslag. Helst ska publiceringen ske i tidskrifter med gott renommé och stor spridning eftersom det ökar chansen att artikeln blir läst och refererad till av andra forskare. Tidskrifterna med högst prestige refuserar 19 av 20 manus som sänds in till dem. Det behöver inte bero på att forskningen håller låg kvalitet utan har kommersiella orsaker. Processen är också långsam. Det kan ta ett halvår eller mer innan en artikel antas. Forskaren kan välja att skicka sin artikel till en något mindre prestigefylld men fortfarande seriös tidskrift, men även här är risken stor att bli refuserad. Rovtidskrifterna erbjuder snabb publicering med påhittade granskningsprocesser till den som vill betala. Artikeln blir då också öppet tillgänglig för alla, open access, något som anslagsgivare ofta kräver för att bevilja penningbidrag. Även seriösa förlag kan erbjuda open access, men då mot en hög avgift, där till exempel Elsevier tar mellan 300 och 6 000 dollar per artikel plus avgift per sida för att publicera open access.
Rovtidskrifterna bidrar till att kvalitetskraven på forskning sänks. Den bristande granskningen gör det lättare för fusk att slinka igenom och allmänhetens förtroende för forskning riskerar därmed att sjunka.